# Nombre de Marangoni
El Nombre de Marangoni (Mg) és un nombre adimensional anomenat així en honor del científic italià Carlo Marangoni.
El nombre de Marangoni és proporcional al quocient entre les forces (tèrmiques) de tensió superficial i les forces viscoses. És aplicable, per exemple, en els càlculs del comportament del combustible en tancs de vehicles espacials o en la investigació referent a bombolles i escumes.
Es defineix com: 
{\displaystyle \mathrm {Mg} =-{\frac {d\sigma }{dT}}{\frac {1}{\eta \alpha }}\cdot L\cdot \Delta T}
on
- {\displaystyle \sigma }: tensió superficial
- {\displaystyle L}: longitud característica
- {\displaystyle \alpha }: difusivitat tèrmica
- {\displaystyle \eta } - viscositat dinàmica
- {\displaystyle \Delta T}: gradient de temperatura difference